# Zeitungssteuer

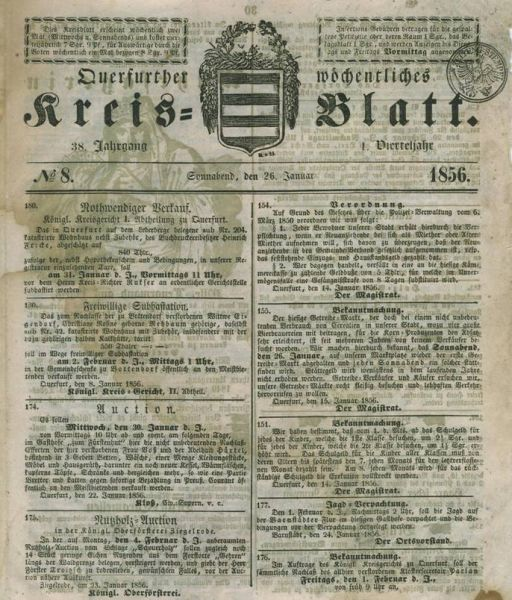
Querfurther Kreisblatt mit Zeitungsstempel oben rechts, Ausgabe vom 26. Januar 1856

Die Zeitungssteuer war eine Steuer, die in unterschiedlicher Art und Weise auf Zeitungen, Zeitschriften oder auch auf in Zeitungsform gedruckte Inserate erhoben wurde.

## Geschichte
Mit dem Aufkommen gedruckter Nachrichtenblätter mit politischem Inhalt im beginnenden 17. Jahrhundert, die bereits als Zeitungen im heutigen Sinn zu verstehen sind, wuchsen die Begehrlichkeiten von Obrigkeit und Staat, Steuern auf diese Zeitungen zu erheben und gleichzeitig damit den Zugang zu dem neuen Medium den unteren und mittleren Bevölkerungsschichten zu erschweren oder gar unmöglich zu machen.
Um die Erhebung der Steuer kontrollieren zu können, wurde der Zeitungsstempel erfunden, der auf jedem Exemplar per Hand aufgebracht werden musste.
Was in der Republik der Sieben Vereinigten Niederlande mit dem Dagbladzegel schon seit 1674, im Königreich Großbritannien mit der Stamp Tax seit 1712, in Frankreich seit 1787 und in dem Erzherzogtum Österreich mit dem Dekret von Kaiser Joseph II. seit 1789 funktionierte, wurde im Königreich Preußen mit dem Zeitungssteuergesetz am 2. Juni 1852 eingeführt.
Da die Inhalte der aufkommenden Zeitungen damals meist politischer Natur waren, versuchten die Herrschenden, kritische Beiträge zu unterdrücken und zu verbieten. Vor der Einführung der Zeitungssteuer waren die Kontrollinstrumente: Konzessionspflicht, Kautionszwang, Abgabe von Belegexemplaren bei der örtlichen Polizeibehörde vor der Verbreitung der Zeitung und direkte Zensur. Mit der fortschreitenden Demokratisierung und Informiertheit der Bevölkerung war dies nicht länger in diesem Umfang aufrechtzuerhalten und über eine Steuer konnten die Zeitungen subtiler und besser von den Massen ferngehalten werden.
Doch auch die Zeitungssteuer war nicht lange aufrechtzuerhalten. Im Zuge der nach dem Revolutionsjahr 1848 erlangten weitgehenden Pressefreiheit fiel sie nacheinander in Belgien 1848, im nun Vereinigten Königreich von Großbritannien und Irland 1855, in den Niederlanden 1869, im Königreich Preußen 1874, in Frankreich 1881 und in Österreich 1899.
Nach Wegfall der Zeitungssteuer explodierte der Zeitungsmarkt. So konnten in den Niederlanden zum Beispiel nach dem Wegfall der Steuer 1894 bereits 62 Zeitungen auf dem Markt gezählt werden, wogegen es 1869 lediglich 9 schafften zu existieren. Die Entwicklung waren in den anderen Ländern nicht anders. Auch kamen jetzt sogenannte "Groschenblätter" auf den Markt. Eines davon war der Daily Telegraph in England, der bereits 14 Tage nach dem Wegfall der Zeitungssteuer an den Start ging. In Deutschland schaffte es als erstes die Berliner Illustrirte Zeitung 1891 mit einer Gründung und verbuchte 1914 bereits eine Auflage von 1 Million. Die massenhafte Verbreitung von Information und Meinungsmanipulation konnte beginnen.
Dass die Idee der Zeitungsbesteuerung auch in heutigen Tagen noch praktiziert wird, zeigt uns die Regierung von Simbabwe in Afrika. Um die Verbreitung ausländischer Zeitungen vor der im Juni stattfindenden Stichwahl zur umstrittenen Präsidentschaftswahl vom März einzuschränken und zu behindern, verhängte die dortige Regierung im Juni 2008 eine Luxussteuer auf alle aus dem Ausland kommenden Zeitungen. Die World Association of Newspapers bezeichnete die Steuer als Strafsteuer und forderte umgehend ihre Abschaffung, da sie das Recht auf Information verletze, welches im Artikel 18 der Allgemeinen Erklärung der Menschenrechte verankert ist.

## Weitergehende Literatur
- Georg Elkan: Die preußische Zeitungssteuer. Ein Beitrag zur Geschichte der Pressepolitik unter Benutzung von Akten Bismarcks und der preußischen Ministerien. Fischer, Jena 1922 (72 S., Eine Abhandlungen aus dem Seminar für Zeitungskunde und Zeitungspraxis in Berlin).